# Заградці (Нетретич)
45°29′ пн. ш. 15°28′ сх. д. / 45.48° пн. ш. 15.46° сх. д.
Заградці (хорв. Zagradci) — населений пункт у Хорватії, у Карловацькій жупанії у складі громади Нетретич.

## Населення
Населення за даними перепису 2011 року становило 265 осіб.
Динаміка чисельності населення поселення: